# Zdeněk Hartman
Zdeněk Hartman (* 3. září 1953) je bývalý český hokejový obránce.

## Hokejová kariéra
V československé lize hrál za TJ Zetor Brno a TJ Ingstav Brno. Odehrál 2 ligové sezóny, nastoupil v 52 ligových utkáních, dal 2 ligové góly a měl 4 asistence. V nižších soutěžích hrál i za Duklu Jihlava „B“, TJ Dynamo Jihlava a TJ ZVL Žilina.

## Klubové statistiky
| Sezona    | Klub                       | Soutěž  | Základní část | Základní část | Základní část | Základní část | Základní část |
| Sezona    | Klub                       | Soutěž  | Z             | G             | A             | B             | TM            |
| --------- | -------------------------- | ------- | ------------- | ------------- | ------------- | ------------- | ------------- |
| 1972/1973 | TJ Dynamo Jihlava          | 2. liga | -             | 1             | -             | -             | -             |
| 1973/1974 | Dukla Jihlava „B“          | 2. liga | 41            | 3             | 3             | 6             | 22            |
| 1974/1975 | Dukla Jihlava „B“          | 2. liga | 40            | 4             | 5             | 9             | 32            |
| 1975/1976 | TJ Ingstav Brno            | 1. liga | 31            | 2             | 2             | 4             | 24            |
| 1976/1977 | TJ Ingstav Brno            | 2. liga | 40            | 8             | 8             | 16            | 49            |
| 1977/1978 | TJ Ingstav Brno            | 2. liga | 47            | 5             | 4             | 9             | 38            |
| 1978/1979 | TJ Ingstav Brno            | 2. liga | 41            | 9             | 7             | 16            | 44            |
| 1979/1980 | TJ Ingstav Brno            | 2. liga | 42            | 7             | 6             | 13            | 26            |
| 1980/1981 | TJ Ingstav Brno            | 2. liga | 42            | 7             | 6             | 13            | 26            |
| 1981/1982 | TJ Zetor Brno              | 1. liga | 21            | 0             | 2             | 2             | 10            |
| 1982/1983 | TJ Lokomotiva Ingstav Brno | 2. liga | 40            | 5             | 6             | 11            | -             |
| 1983/1984 | TJ Lokomotiva Ingstav Brno | 2. liga | 42            | 13            | 7             | 20            | 46            |
| 1984/1985 | TJ Lokomotiva Ingstav Brno | 2. liga | 44            | 12            | 8             | 20            | 30            |
| 1985/1986 | TJ Lokomotiva Ingstav Brno | 2. liga | 44            | 4             | 11            | 150           | 22            |
| 1986/1987 | TJ Lokomotiva Ingstav Brno | 2. liga | 41            | 16            | 6             | 22            | -             |
| 1987/1988 | TJ Lokomotiva Ingstav Brno | 2. liga | -             | 4             | -             | -             | -             |